# 安德纳赫
安德纳赫（德語：Andernach，發音：[ˈandɐˌnax] ⓘ）是德国莱茵兰-普法尔茨州迈恩-科布伦茨县的城市，面积53.34平方千米，2023年12月31日人口为30,408人。

## 友好城市
安德纳赫与以下城市结为友好城市：
- 以色列 迪莫納
- 比利时 埃克伦
- 英格兰 法納姆
- 法國 圣阿芒莱索
- 奥地利 施托克勞
- 德国 采拉-梅利斯